# Meauzac
Meauzac är en kommun i departementet Tarn-et-Garonne i regionen Occitanien i södra Frankrike. Kommunen ligger i kantonen Castelsarrasin 2e Canton som tillhör arrondissementet Castelsarrasin. År 2022 hade Meauzac 1 464 invånare.

## Befolkningsutveckling
Antalet invånare i kommunen Meauzac
| Referens: INSEE |